# 淡路国道マツ並木

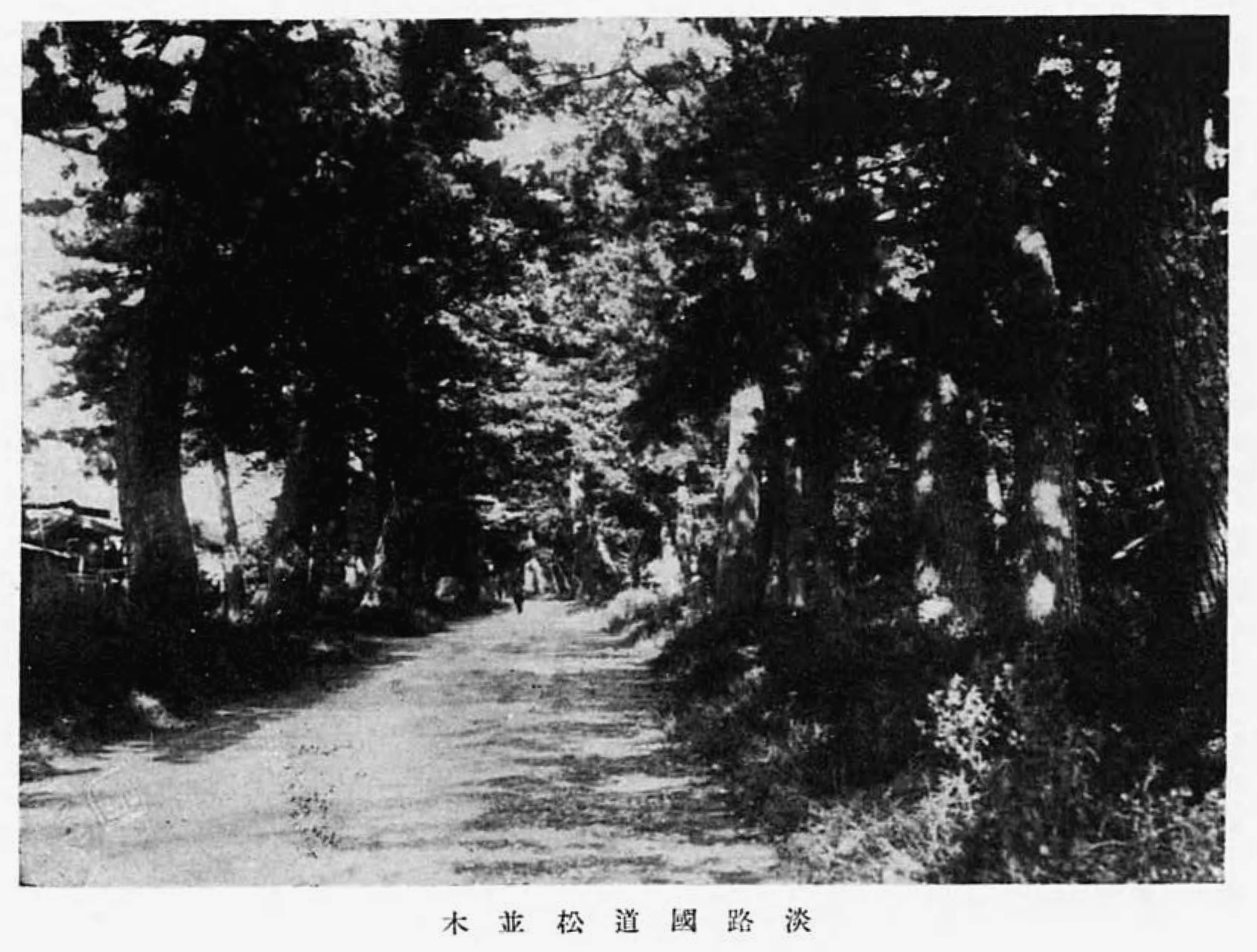
淡路国道マツ並木（1933年）

淡路国道マツ並木（あわじこくどうマツなみき）は、兵庫県南あわじ市の国道28号沿いに植栽されていたクロマツの古木群である。
樹齢300年から500年のクロマツが約6キロメートルにわたって国道の両側に並び、日本有数のマツ並木として1926年（大正15年）に国の天然記念物に指定された。
しかし、台風の被害や国道の拡張工事による伐採、自動車の排気ガスによる大気汚染や松くい虫の被害によって次々と失われてゆき、1980年（昭和55年）に最後の1本が伐採された。このため、2010年（平成22年）に天然記念物の指定が解除された。
なお、本項ではかつて淡路国道マツ並木の南端近くに生育し、国の天然記念物に指定されていた「千手のマツ」（せんじゅのマツ、ちてのマツ）についても説明する。

## 由来
淡路国道マツ並木は、国道28号の両側に沿って約6キロメートルにわたって植栽されたクロマツの古木で構成された並木である。その起源については諸説があり、養宜館（やぎやかた）（南あわじ市八木養宜上：やぎようぎかみ）の細川氏が神代（じんだい、南あわじ市神代地頭方：じんだいじとほう）の延命寺墓参の沿道にマツを植えたという説や、豊臣秀吉の家臣が洲本を治めていた頃、村の庄屋が罪を問われて斬首されかけたが「一夜のうちに、この街道の両側にマツを植えたならば罪を赦す」と言われ、一族や村の人々が総出で一晩がかりでマツを植えて罪を赦されたという説が伝わっている。
1826年（文政9年）に刊行された淡路島に関する地誌『淡路草』には、「八木松原、上八木より国衙村に至る並松37町30間余あり、文亀2年、西山村の二郎太郎と云者首代りに2000株の松を植えたと云文化10年まで336年也、左右合1654本」との記述がある。『淡路草』の記述をとれば、文亀2年（1502年）に植栽されたマツ2000本が、文化10年（1813年）には1654本残っていたということになる。
マツ並木は地元の人々から「八木の並松」（なんまつ）と呼ばれて親しまれ、国道沿いに住む人々は秋に落葉した葉を競って集め、燃料として重用していた。1926年（大正15年）2月24日には、日本有数のマツ並木として史蹟名勝天然紀念物保存法（当時）に基づいて国の天然記念物に指定された。
指定当時、マツの数は1065本あった。樹齢は1984年（昭和59年）刊行の『日本の天然記念物5 植物III』によると、300-500年とされた。1934年（昭和9年）9月21日の室戸台風で被害を受けた木の中で、比較的大きなものを調査した。地上10センチメートルの幹囲が4.20メートルの木の年輪を数えると、地上約25センチメートル部分の断面で「292」を確認できた。この断面部分に達するまですでに数年を経過しているものと推定して、倒壊時の1934年（昭和9年）から逆算して実際の樹齢は約300年近くで、寛永年間（1624年から1645年）末頃に萌芽した木とされた。大きさはさまざまで、『天然記念物事典』（1981年発行第五刷）によると、目通り幹囲3メートル以上のものが135本に達し、最大のもので5.67メートル、その次は5.03メートルを測った。
天然記念物指定後のマツ並木には、様々な脅威が次々と襲いかかった。室戸台風のときには、倒壊32本、折損33本、危険23本と合わせて88本という大きな被害があった。その後も台風が来襲するたびに被害が続き、特に1950年（昭和25年）のジェーン台風による被害は大きかった。

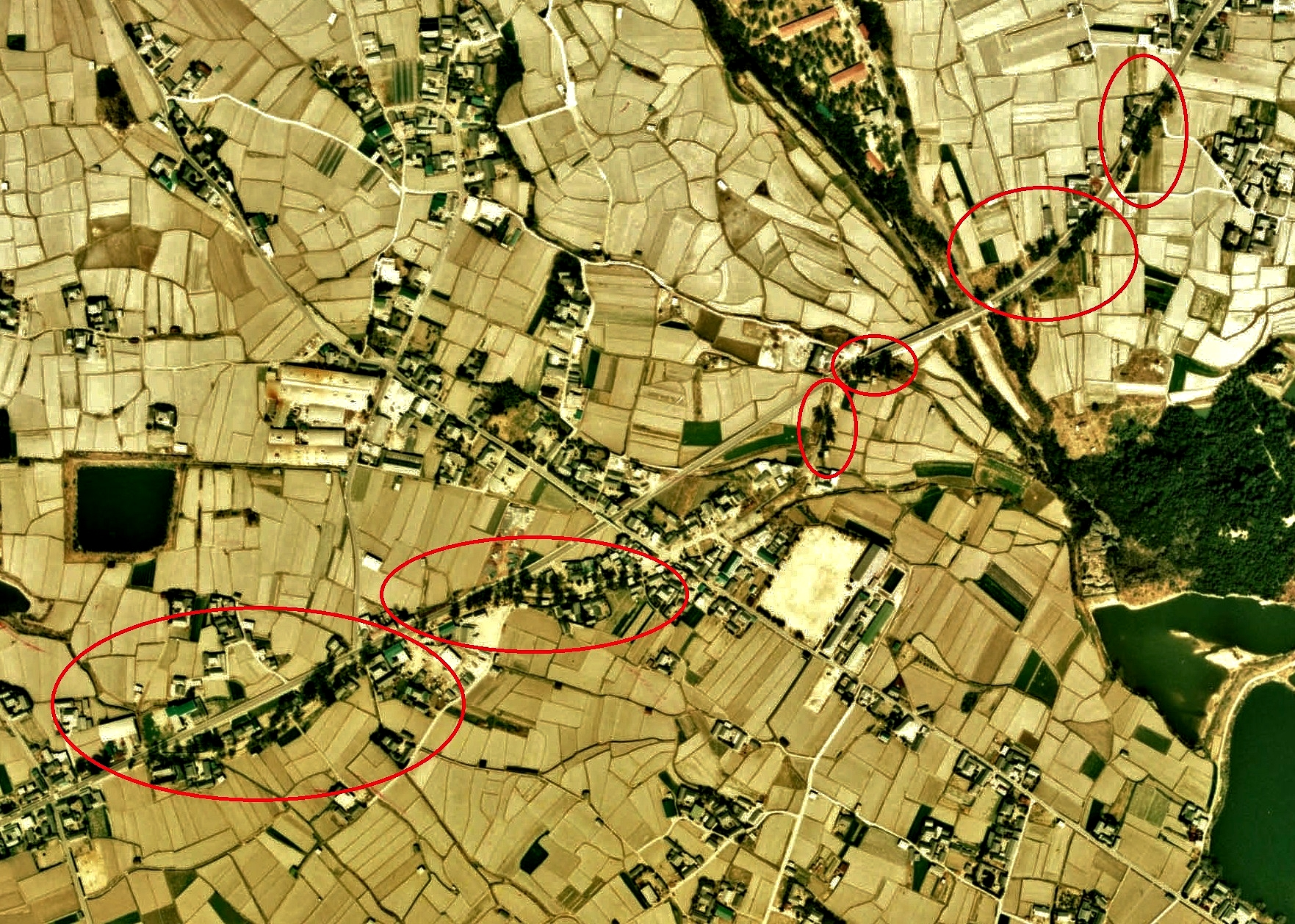
1974年（昭和49年）に撮影された、淡路国道マツ並木が最後まで残っていた八木地区付近（現、南あわじ市立八木小学校付近）の空中写真。画像右上から左下に走る道路が国道28号。赤い円（6ヶ所）で囲んだ内側に枯死数年前のマツ並木が確認できる。。

台風だけがマツ並木の脅威ではなく、人為的な要因もあった。高度経済成長期に入るとモータリゼーションが進行し、国道28号を舗装改修する必要が生じた。当初、国からマツ並木保護を考慮に入れた国道改修計画が出されたものの、地元の人々から強い反対があり、計画の変更をせざるを得なくなった。国が示した原案では、田畑を潰さざるを得ないことや国道沿いの商店の衰退を招きかねないという理由から、マツ並木を犠牲にしてでも「旧国道の拡幅」を行うという計画変更を余儀なくされた。この計画によって、180本以上のマツが伐採された。この大量伐採について『日本の天然記念物5 植物III』は、「無計画」と苦言を呈している。当時を知る住民の1人は、「天然記念物としての価値を尊重する一方で、並松周辺の田んぼを持つ人にとっては、作物が日陰になったり、松の葉が多量に落ちたりと問題もありました」と回顧している。
1965年（昭和40年）に国道28号の改修が完了すると、マツ並木はさらに脅威にさらされることになった。四国方面からの大型輸送車の通行が増え、排気ガスの激増と大気汚染、そして松くい虫の被害によってマツは次々と枯死していった。松くい虫については、1956年（昭和31年）にも大被害があったが、今回はそれを上回るものであった。1971年（昭和46年）には265本が残っていたが、神代地頭方に至る約3キロメートルの区間には30本ほどのマツがまばらに生育する状態になったため、1972年（昭和47年）9月6日にはこの区間の天然記念物指定が解除された。
1973年（昭和48年）からは、松くい虫の被害が拡大し、毎年10本以上、多い年では50本以上の枯死したマツを伐採せざるを得なくなった。1976年（昭和51年）には樹齢50年から200年のマツが八木地区に70本、神代地区に9本がかろうじて生育していた。1979年（昭和54年）12月には合わせて3本にまで減少し、1980年（昭和55年）には、最後の1本が伐採された。淡路国道マツ並木は、2010年（平成22年）5月21日の第104回文化審議会文化財分科会で天然記念物の指定解除が答申され、同年8月5日付で指定解除された。
なお、2012年（平成24年）には八木地区に住む元大工の男性が、昭和30年代後半に国道28号の拡幅工事を行った際に伐採されたマツ並木の木材を使った置物制作に取り組んだ。現在大阪に住む知人が記念に保存していた木材で、縦4メートル、横45センチメートル、厚さは6センチメートルほどに製材されていた。男性は知人から木材を10枚ほど譲り受けて制作に取り掛かり、「並松の木が今もこうして残っているので、置物にして保存しておきたい」と語っている。　

## 千手のマツ
千手のマツは、淡路国道マツ並木の南端近くにある賀集野田地区の観音堂境内に生育していた。樹齢は約850年余りといわれ、樹高は18メートル、目通り幹囲6.70メートル、枝張りは南方に約15メートル、北方に約18メートルを測った。地上約3.60メートルのところから、大枝が分かれ出て雄大な姿を見せていた。
四方に大きく伸びた枝は、千手観音の手を広げた姿を思わせ、「千手のマツ」といわれて古来名高い木であった。その姿からまたの名を「竜マツ」ともいった。このマツは1926年（大正15年）2月24日には淡路国道マツ並木と同時に国の天然記念物に指定され、地元の人々は保存会を作ってこのマツを管理してきた。
しかし、松くい虫やシロアリの被害に遭い1975年（昭和50年）頃から葉が赤茶けるなど樹勢の衰えが進行し、ついに枯死して1977年（昭和52年）に天然記念物の指定が解除され、同年11月には伐採された。保存会の人々は千手のマツの面影を後世に残す目的で、残された根株を屋根つきの囲いで覆って雨風があたらないようにと保存している。

## 所在地
淡路国道マツ並木
- 兵庫県南あわじ市、国道28号沿い（八木養宜上-神代地頭方間）[1][5]。

千手のマツ
- 兵庫県南あわじ市賀集野田、観音堂境内[1][9]。